# NK Rikard Benčić Rijeka
Nogometni klub Rikard Benčić Rijeka hrvatski je nogometni je klub iz Rijeke. 
Trenutačno se natječe u 1. ŽNL Primorsko-goranskoj.

## Vanjske poveznice
- Profil, HNS Semafor